# Liste der denkmalgeschützten Objekte in Scheiblingkirchen-Thernberg
Die Liste der denkmalgeschützten Objekte in Scheiblingkirchen-Thernberg enthält die 10 denkmalgeschützten, unbeweglichen Objekte der Gemeinde Scheiblingkirchen-Thernberg im niederösterreichischen Bezirk Neunkirchen.

## Denkmäler
| Foto |                 | Denkmal                                                                                               | Standort                                                           | Beschreibung | Metadaten |
| ---- | --------------- | --- | ------------------------------------------------------------------ | --- | --- |
| ja   | Datei hochladen | Ortskapelle Maria Hilfe der Christen HERIS-ID: 80158 Objekt-ID: 93875                                 | bei Kapellenplatz 52 Standort KG: Gleißenfeld                      | Ein schlichter Apsidensaal unter Satteldach, Dachreiter, Schmiedeeisengitter bezeichnet 1867 | BDA-Hist.: Q38172787 Status: § 2a Stand der BDA-Liste: 2025-06-30 Name: Ortskapelle Maria Hilfe der Christen GstNr.: .3                                                                     |
| ja   | Datei hochladen | Bildstock HERIS-ID: 80161 Objekt-ID: 93878                                                            | Witzelsberger Straße Standort KG: Gleißenfeld                      | | BDA-Hist.: Q38172804 Status: § 2a Stand der BDA-Liste: 2025-06-30 Name: Bildstock GstNr.: 613/1, 602/1 Bildstock Witzelsbergerstraße (Gleißenfeld)                                          |
| ja   | Datei hochladen | Künstliche Ruine "Türkensturz" HERIS-ID: 254204seit 2025                                              | Sollgraben 46, westlich, an der Felskante Standort KG: Gleißenfeld | Die künstliche Ruine „Türkensturz“ (nach einer lokalen Legende) wurde 1824 im Auftrag von Johann Josef von und zu Liechtenstein errichtet. | BDA-Hist.: Q1670352 Status: Bescheid Stand der BDA-Liste: 2025-06-30 Name: Künstliche Ruine "Türkensturz" GstNr.: 266, 267 Türkensturz                                                      |
| ja   | Datei hochladen | Aufnahmsgebäude Scheiblingkirchen-Warth HERIS-ID: 50520 Objekt-ID: 55585                              | Bahngasse 26 Standort KG: Scheiblingkirchen                        | Das Aufnahmegebäude mit Satteldach und Sichtziegelgestaltung wurde 1880 errichtet und ist eine Station der Aspangbahn. | BDA-Hist.: Q106821494 Status: Bescheid Stand der BDA-Liste: 2025-06-30 Name: Aufnahmsgebäude Scheiblingkirchen-Warth GstNr.: .73 Bahnhof Scheiblingkirchen-Warth                            |
| ja   | Datei hochladen | Gemeindeamt HERIS-ID: 94335 Objekt-ID: 109487                                                         | Hauptplatz 14 Standort KG: Scheiblingkirchen                       | Anmerkung: ehemaliges Hotel Tauchner | BDA-Hist.: Q37764076 Status: § 2a Stand der BDA-Liste: 2025-06-30 Name: Gemeindeamt GstNr.: .63/1                                                                                           |
| ja   | Datei hochladen | Kath. Pfarrkirche hll. Maria Magdalena und Rupert und ehem. Kirchhof HERIS-ID: 50521 Objekt-ID: 55586 | bei Hauptplatz 14 Standort KG: Scheiblingkirchen                   | Die romanische Rundkirche wurde um 1130/40 durch die Herren zu Gleissenfeld errichtet und möglicherweise 1147 geweiht durch Erzbischof Eberhard von Salzburg. Die Pfarre war dem Stift Reichersberg inkorporiert und wurde 1783/84 selbstständig. Mauerkrone im Barock als Wehrgeschoß mit Schießscharten überhöht. Das Kircheninnere 1754 barockisiert, 1862 Turm- und Kapellenzubau, 1930 Ausmalung durch Leopold Daringer, 1972 Reromanisierung nach Zerstörung der Malereien durch das Erdbeben am 16. April 1972.                           | BDA-Hist.: Q21127526 Status: § 2a Stand der BDA-Liste: 2025-06-30 Name: Kath. Pfarrkirche hll. Maria Magdalena und Rupert und ehem. Kirchhof GstNr.: .64, 106 Pfarrkirche Scheiblingkirchen |
| ja   | Datei hochladen | Burg- und Schlossruine Thernberg HERIS-ID: 35161 Objekt-ID: 33793                                     | Schlagerstraße 16, nordöstlich Standort KG: Thernberg              | → Hauptartikel : Ruinen Thernberg f1 | BDA-Hist.: Q2175517 Status: Bescheid Stand der BDA-Liste: 2025-06-30 Name: Burg- und Schlossruine Thernberg GstNr.: .130 Ruinen Thernberg                                                   |
| ja   | Datei hochladen | Ehem. Bader- bzw. Mesnerhaus HERIS-ID: 50714 Objekt-ID: 55955                                         | Thernberg-Markt 2 Standort KG: Thernberg                           | Der eingeschoßige barocke Bau, bezeichnet mit C(onradus) H(ayd) und Chronogramm 1791, wird aktuell als Veranstaltungszentrum und Erzherzog-Johann-Dokumentation genutzt. | BDA-Hist.: Q38041776 Status: § 2a Stand der BDA-Liste: 2025-06-30 Name: Ehem. Bader- bzw. Mesnerhaus GstNr.: .109                                                                           |
| ja   | Datei hochladen | Pfarrhof HERIS-ID: 50712 Objekt-ID: 55953                                                             | Thernberg-Markt 3 Standort KG: Thernberg                           | 1785 erbaut, zweigeschoßiger spätbarocker Bau, mächtiges Mansarddach mit hohen Schornsteinen, barocke Umfassungsmauer bekrönt von Figuren musizierender Putten | BDA-Hist.: Q38041762 Status: § 2a Stand der BDA-Liste: 2025-06-30 Name: Pfarrhof GstNr.: .101                                                                                               |
| ja   | Datei hochladen | Kath. Pfarrkirche Unbefleckte Empfängnis Mariae HERIS-ID: 50713 Objekt-ID: 55954                      | Thernberg-Markt 3, bei Standort KG: Thernberg                      | Romanische (Burg)Kirche, Saalbau mit Chorquadrat und eingezogener Rundapsis mit spätbarocken Änderungen, möglicherweise um 865 Laurentiuskirche geweiht, nach 1147 Weihe durch Erzbischof Eberhard von Salzburg (gemeinsam mit Scheiblingkirchner Kirche), Benefizium des Stift Reichersberg, 13. Jahrhundert zur Pfarre Bromberg, 1782 (1784?) Pfarre, 1783 wieder zu Stift Reichersberg, 1789 Innenumbau und Westausrichtung, 1940/46 Freilegung des Quadermauerwerks sowie von romanischen Vorlagen, 1977 Freilegung gotischer Wandmalereien. | BDA-Hist.: Q21484859 Status: § 2a Stand der BDA-Liste: 2025-06-30 Name: Kath. Pfarrkirche Unbefleckte Empfängnis Mariae GstNr.: .100 Pfarrkirche Thernberg                                  |
| ja   | Datei hochladen | Pest-/Dreifaltigkeitssäule HERIS-ID: 80138 Objekt-ID: 93855                                           | Thernberg-Markt 5, bei Standort KG: Thernberg                      | Spätbarocker Gnadenstuhl auf Säule mit Puttenkopfkapitell, am Volutensockel verwitterte Inschrift Frantz Wilderich von Menshengen 1717 | BDA-Hist.: Q38172759 Status: § 2a Stand der BDA-Liste: 2025-06-30 Name: Pest-/Dreifaltigkeitssäule GstNr.: 589/10                                                                           |